# كريستين واتشتيل
كريستين واتشتيل (ولدت في 6 يناير 1965)، هي رياضية ألمانية في سباقات المضمار والميدان فازت بالميدالية الفضية لألمانيا الشرقية في الألعاب الأولمبية الصيفية لعام 1988 في سيول في سباق 800 متر. وقتها 1:56.64 يضعها في المرتبة الثانية لشريكتها في التدريب سيغرون وودارس.

## سيرة شخصية
وُلدت واتشتيل في آلتنتربتوو بمكلنبورغ فوربومرن. تدربت واتشتيل'  في نادي نويبراندنبورغ الرياضي تحت إشراف المدرب والتر غلادرو. خلال مسيرتها كان طولها 1.66 متراً ووزنها 66 كيلوغراماً. بعد مسيرتها الرياضية، قامت بتشغيل مخبز بيتزا في نويبراندنبورغ.

## الإنجازات
تضمنت نجاحاتها السابقة في سباق 800 متر ما يلي:
- 1983: المركز الثاني في بطولة أوروبا للناشئين (2:00.42 دقيقة.)
- 1987: المركز الثاني في بطولة العالم (1:55.32 دقيقة.)

في عام 1990، احتلت المركز الثاني في بطولة أوروبا. (1:56.11 دقيقة.)
نجاحات أخرى في سباق 4 × 400 متر تتابع:
- 1991: الثالثة في بطولة العالم مع الفريق الألماني في  4 × 400 متر تتابع (3: 21.25 دقيقة.).

كما شاركت في دورة الألعاب الأولمبية الصيفية لعام 1992 في برشلونة، حيث أُقصيت في تصفيات 800 متر.

## روابط خارجية
- كريستين واتشتيل على موقع الاتحاد الدولي لألعاب القوى (الإنجليزية)
- كريستين واتشتيل على موقع اللجنة الأولمبية الدولية (الإنجليزية)
- كريستين واتشتيل على موقع أوليمبيديا (الإنجليزية)
- نبذة عن كريستين واتشتيل  على موقع الاتحاد الدولي لألعاب القوى